# Erigeron oreades
Erigeron oreades là một loài thực vật có hoa trong họ Cúc. Loài này được (Schrenk) Fisch. & C.A.Mey. mô tả khoa học đầu tiên năm 1846.